# 영광정
영광정(迎狂亭)은 대한민국 전북특별자치도 순창군에 있는 건축물이다. 1990년 6월 30일 전라북도의 문화재자료 제134호로 지정되었다.

## 개요
영광정은 이 지방출신 독립운동가인 김원중이 동지들과 뜻을 합하여 1921년에 건립한 것이다. 한일합방으로 기울어져 가는 나라를 구하고 배일사상을 고취하기 위해서였다. 이곳에서 김원중은 애국동지들과 자주 모임을 갖고 의병투쟁을 결의하기도 하였다. 이들은 모임을 가질 때, 마치 미친 사람행세를 하여 왜인들의 감시를 피했다고 하여 정자의 이름을 영광이라 하였다. 처마 끝에는 태극팔괘를 새겨 조국 독립을 쟁취하기 위한 이들의 굳센 의지를 담았다. 한국전쟁 때 현판이 분실되었을 뿐 그대로 보존되어 오다, 일부 기둥과 현판을 보수하였다.

## 참고 자료
- 영광정 - 국가유산청 국가유산포털